# Arrest Christel Schmidt/Sparkasse
Het arrest Christel Schmidt/Sparkasse is een belangrijke uitspraak van het Europees Hof van Justitie van 14 april 1994 (zaak C-392/92), inzake de rechten van werknemers bij overgang van een onderneming. In casu werden de werkzaamheden van een schoonmaakster overgenomen door een schoonmaakbedrijf.

## Richtlijn
Richtlijn 77/187/EEG van de Raad van 14 februari 1977 inzake de onderlinge aanpassing van de wetgevingen der Lid-Staten betreffende het behoud van de rechten van de werknemers bij overgang van ondernemingen, vestigingen of onderdelen daarvan

artikel 1, lid 1

Deze richtlijn is van toepassing op de overgang van ondernemingen, vestigingen of onderdelen daarvan op een andere ondernemer ten gevolge van een overdracht krachtens overeenkomst, of een fusie.

## Casus en procesverloop
Betrokkenen:
- Christel Schmidt, in dienst van Sparkasse, schoonmaakster van een bankfiliaal, verzoekster in het hoofdgeding
- Sparkasse, een spaarbank, werkgever
- Spiegelblank, een schoonmaakbedrijf die de schoonmaakwerkzaamheden van het bankfiliaal (en de arbeidsverhouding?) overneemt.

1. (...) werd verzoekster in het hoofdgeding, die bij de Sparkasse in dienst was als schoonmaakster voor haar filiaal te Wacken, in februari 1992 ontslagen wegens verbouwing van dat filiaal. Het schoonmaken van dat filiaal wilde de Sparkasse opdragen aan de firma Spiegelblank, die op dat moment de schoonmaak van de meeste overige filialen van de Sparkasse verzorgde.
2. De firma Spiegelblank stelde de betrokkene voor om tegen een hogere maandelijkse vergoeding dan zij tot dan toe had ontvangen, haar dienstverband over te nemen. Schmidt was echter niet bereid onder die voorwaarden te werken, omdat zij van mening was, dat de vergroting van het schoon te maken oppervlak in feite leidde tot een lager uurloon.
3. Schmidt stelde tegen haar ontslag beroep in, dat in eerste aanleg werd verworpen. Daarop ging zij in hoger beroep bij het Landesarbeitsgericht Schleswig-Holstein.

Schmidt stelt dat haar ontslag in strijd is met richtlijn 77/187/EEG. Het Landesarbeitsgericht verzoekt het Hof van Justitie om een prejudiciële beslissing.

## Rechtsvraag
Is richtlijn 77/187 op de casus van toepassing? (Ja.)

9. Met zijn beide vragen wenst de nationale rechter te vernemen, of schoonmaakwerkzaamheden van een vestiging van een onderneming kunnen worden gelijkgesteld met een onderdeel van een vestiging in de zin van de richtlijn, en of deze gelijkstelling mogelijk is wanneer de werkzaamheden door een enkele werknemer werden verricht voordat zij bij overeenkomst aan een andere onderneming werden overgedragen.

## Uitspraak Hof
Artikel 1, lid 1, van richtlijn 77/187 (...) moet aldus worden uitgelegd,
dat een situatie zoals die [van Christel Schmidt], waarin een ondernemer bij overeenkomst aan een andere ondernemer de verantwoordelijkheid opdraagt voor het verrichten van schoonmaakwerkzaamheden waarvoor hij voordien zelf zorg droeg, onder de werkingssfeer van de richtlijn valt, zelfs al werden die werkzaamheden vóór de overdracht door een enkele werknemer verricht.
Het feit dat een dergelijke overdracht slechts betrekking heeft op een nevenwerkzaamheid van de overdragende onderneming, zonder noodzakelijk verband met haar statutaire doel, noch het feit dat geen activa worden overgedragen noch het aantal betrokken werknemers, kan een dergelijke verrichting immers aan de werkingssfeer van de richtlijn onttrekken, want het beslissende criterium om vast te stellen, of er sprake is van een overdracht in de zin van de richtlijn, is het behoud van de identiteit van het bedrijf, die met name blijkt uit het daadwerkelijk voortzetten of hervatten van dezelfde of soortgelijke activiteiten door de nieuwe ondernemer.

## Betekenis
Het schoonmaakbedrijf moet de arbeidsverhouding –met behoud van uurloon– overnemen.
Het arrest is een extra bouwsteen in de bescherming van een werknemer tegen ontslag
als diens werkzaamheden worden overgedragen aan een andere onderneming en aldus "gewoon" worden gecontinueerd.